# Marcelo García Morales
Marcelo García Morales (Guadalajara, Jalisco; 10 de marzo de 1969) es un político mexicano, miembro del Partido Revolucionario Institucional. Fue diputado federal de 2000 a 2003.

## Biografía
Marcelo García Morales es hijo de Javier García Paniagua, el menor de los habidos en su primer matrimonio con Olivia Morales Gómez. García Paniagua fue titular de la Dirección Federal de Seguridad, secretario de la Reforma Agraria y del Trabajo, así como presidente nacional del PRI; en su segundo matrimonio, García Paniagua fue padre de Omar García Harfuch, secretario de Seguridad Ciudadana de la Ciudad de México.  Su abuelo fue Marcelino García Barragán, gobernador de Jalisco y secretario de la Defensa Nacional de 1964 a 1970.
Es licenciado en Derecho egrado de la Universidad de Guadalajara. Ocupó los cargos de subdelegado de Prestaciones Económicas del Instituto de Seguridad y Servicios Sociales de los Trabajadores del Estado (ISSSTE) en Jalisco, secretario adjunto de la presidencia y secretario de Operación y Acción Política del comité estatal del PRI.
En 2000 fue postulado por el PRI y elegido diputado federal por el Distrito 18 de Jalisco a la LVIII Legislatura que ejerció de dicho año al de 2003. En esta legislatura fue integrante de las comisiones de Cultura; de Defensa Nacional; y, de Presupuesto y Cuenta Pública.